# Edmund Horton
Edmund Carlton Horton (Saranac Lake, 25 de marzo de 1895-Saranac Lake, 26 de mayo de 1944) fue un deportista estadounidense que compitió en bobsleigh. Participó en los Juegos Olímpicos de Lake Placid 1932, obteniendo una medalla de plata en la prueba cuádruple.

## Palmarés internacional
| Juegos Olímpicos | Juegos Olímpicos             | Juegos Olímpicos | Juegos Olímpicos |
| Año              | Lugar                        | Medalla          | Prueba           |
| ---------------- | ---------------------------- | ---------------- | ---------------- |
| 1932             | Lake Placid (Estados Unidos) | Medalla de plata | Cuádruple        |